# Amauris comorana
Amauris comorana е вид насекомо от семейство Nymphalidae. Видът е застрашен от изчезване.

## Разпространение
Разпространен е в Коморски острови.